# Oratorio della Santa Croce (Scarlino)
L'oratorio della Santa Croce è un edificio sacro situato a Scarlino.

## Storia e descrizione
La sua fondazione risale al secolo XIII. Nel corso del Seicento risulta di proprietà della  Confraternita della Santa Croce. Con le soppressioni napoleoniche divenne di proprietà privata.
L'interesse della costruzione, introdotta da un portale in blocchi d'arenaria squadrata, risiede negli affreschi quattrocenteschi che ornano l'ambiente al primo piano. Le scene rimaste, frammentarie, sono relative ad una grande Crocifissione e raffigurano gli anziani del popolo e le Marie dolenti, brani di elevata qualità pittorica che hanno indotto a riferirli a Nanni di Pietro, artista senese fratello del più noto Vecchietta (metà del Quattrocento).